# Сем Міч
Сем Міч (англ. Sam Meech, нар. 4 квітня 1991, Портсмут, Велика Британія) — новозеландський яхтсмен, бронзовий призер Олімпійських ігор 2016 року.

## Виступи на Олімпіадах
| Олімпіада           | Дисципліна | Місце |
| ------------------- | ---------- | ----- |
| Ріо-де-Жанейро 2016 | Лазер      | 3     |

## Зовнішні посилання
- Сем Міч — олімпійська статистика на сайті Sports-Reference.com (англ.) (архівна версія)